# Episodi di Le regole del delitto perfetto (terza stagione)
La terza stagione della serie televisiva Le regole del delitto perfetto, composta da 15 episodi, è stata trasmessa in prima visione negli Stati Uniti sul canale ABC dal 22 settembre 2016 al 23 febbraio 2017.
In Italia, la stagione è andata in onda in prima visione satellitare su Fox, canale a pagamento della piattaforma Sky, dal 29 novembre 2016 al 21 marzo 2017. In chiaro, la stagione è stata trasmessa nella Svizzera italiana su RSI LA1 dal 18 luglio al 31 ottobre 2017 e in Italia è andata in onda su Rai 2
dal 5 al 28 febbraio 2018.
A partire da questa stagione entra nel cast principale Conrad Ricamora.
| nº | Titolo originale                   | Titolo italiano                     | Prima TV USA      | Prima TV Italia  |
| -- | ---------------------------------- | ----------------------------------- | ----------------- | ---------------- |
| 1  | We're Good People Now              | Adesso siamo brave persone          | 22 settembre 2016 | 29 novembre 2016 |
| 2  | There Are Worse Things Than Murder | Ci sono cose peggiori dell'omicidio | 29 settembre 2016 | 6 dicembre 2016  |
| 3  | Always Bet Black                   | Punta sempre sul nero               | 6 ottobre 2016    | 13 dicembre 2016 |
| 4  | Don't Tell Annalise                | Non dirlo ad Annalise               | 13 ottobre 2016   | 20 dicembre 2016 |
| 5  | It's About Frank                   | A proposito di Frank                | 20 ottobre 2016   | 27 dicembre 2016 |
| 6  | Is Someone Really Dead?            | È morto veramente qualcuno?         | 27 ottobre 2016   | 3 gennaio 2017   |
| 7  | Call It Mother's Intuition         | Intuito materno                     | 3 novembre 2016   | 10 gennaio 2017  |
| 8  | No More Blood                      | Basta sangue                        | 10 novembre 2016  | 17 gennaio 2017  |
| 9  | Who's Dead?                        | Chi è morto?                        | 17 novembre 2016  | 24 gennaio 2017  |
| 10 | We’re Bad People                   | Siamo cattive persone               | 26 gennaio 2017   | 14 febbraio 2017 |
| 11 | Not Everything's About Annalise    | Non c'è sempre di mezzo Annalise    | 2 febbraio 2017   | 21 febbraio 2017 |
| 12 | Go Cry Somewhere Else              | Andate a piangere da un'altra parte | 9 febbraio 2017   | 28 febbraio 2017 |
| 13 | It's War                           | È guerra                            | 16 febbraio 2017  | 7 marzo 2017     |
| 14 | He Made a Terrible Mistake         | Ha commesso un terribile errore     | 23 febbraio 2017  | 14 marzo 2017    |
| 15 | Wes                                | Wes                                 | 23 febbraio 2017  | 21 marzo 2017    |

## Adesso siamo brave persone
- Titolo originale: We're Good People Now
- Diretto da: Bill D'Elia
- Scritto da: Peter Nowalk

### Trama
Wes è in centrale di polizia e viene sentito come testimone dell'omicidio di Wallace Mahoney. In auto, Annalise gli chiede del ruolo di Frank (che aveva accompagnato Wes dal padre), in quanto ritiene sia stato lui a ucciderlo, mentre Wes gli era accanto, per impedire alla donna di farlo arrestare per l'omicidio di Lila.
Quattro mesi dopo, i ragazzi si incontrano di nuovo all'università e Wes ha una nuova fidanzata, Meggy. Ad Annalise è stato tolto il corso di diritto penale e assegnato un altro, in cui gli studenti selezionati sono dei veri e propri avvocati e partecipano a casi, una consulenza legale pro bono. Nello stesso periodo in aula è stato appeso un volantino con la foto di Annalise e la scritta "assassina", così come sulla bacheca universitaria.
Il primo caso viene assegnato a colui che sarà in grado di costruire la miglior difesa a Karim Assaf, accusato di possesso di stupefacenti e prossimo al rimpatrio, ma nonostante gli sforzi di tutti Karim viene espatriato.
A casa, Annalise nasconde un cellulare nel portagioie e lo usa per comunicare con un investigatore sulle tracce di Frank, il quale però aggredisce l'investigatore lasciando Annalise nel panico. 
Oliver chiede un lavoro ad Annalise e, nonostante il parere contrario di Connor, quest'ultima accetta la proposta.
La relazione tra Michaela e Asher continua segretamente, mentre Oliver decide di lasciare Connor.
Flash-forward: la casa di Annalise è distrutta dalle fiamme e una persona è morta nell'incendio; non appena Annalise vede chi è, ne resta sconvolta.
- Guest star: Lauren Vélez (Soraya Hargrove), Corbin Reid (Meggy Travers), Assaf Cohen (Karim Assaf), Alexa Mansour (Faiza Assaf), Patricia Bethune (giudice Lorraine Huffman), Rob Brownstein (prosecutore Bloomfield)
- Ascolti USA: telespettatori 5 110 000 – share 18-49 anni 5%[3]

## Ci sono cose peggiori dell'omicidio
- Titolo originale: There Are Worse Things Than Murder
- Diretto da: Zetna Fuentes
- Scritto da: Angela Robinson

### Trama
Frank inscena un incidente d'auto con incendio finale per nascondere il corpo dell'investigatore di Annalise, mentre la stessa distrugge il suo telefono cellulare segreto dove era in contatto con l'uomo. La classe di Annalise ottiene il caso di Irene Crawley, una donna che ha trascorso 32 anni in prigione per aver ucciso il marito violento e che chiede la libertà condizionata per la settima volta. Connor lascia la casa di Oliver mentre Asher lotta con la rivelazione che Michaela lo utilizza solo per il sesso e l'università vuole sospendere Annalise dall'insegnamento, dato che la questione dei volantini comincia a essere notizia nazionale. Laurel scopre che Annalise ha chiesto a Eve di tenere d'occhio le indagini sull'assassinio Mahoney e ammette ubriaca a Bonnie che amava Frank, anche se era un assassino.
Flash-forward: Annalise è interrogata dalla polizia e si scaglia contro di loro, che intendono arrestarla. Poco dopo, lei incontra un isterico Oliver e gli infila in tasca il suo telefono, dicendogli di pulirlo prima che lei venga arrestata.
- Guest star: Amy Madigan (Irene Crawley), Lauren Vélez (Soraya Hargrove), Lily Knight (cognata di Irene), Corbin Reid (Meggy Travers), Kim Robillard (commissario), Josh Clark (commissario Monaghan), Dameon Clarke (detective Mumford), Gloria Garayua (detective Brianna Davis).
- Ascolti USA: telespettatori 4 330 000 – share 18-49 anni 5%[4]

## Punta sempre sul nero
- Titolo originale: Always Bet Black
- Diretto da: Stephen Cragg
- Scritto da: Joe Fazzio

### Trama
Annalise ha un confronto con Nate riguardo alla ricerca di Frank e uno con il rettore dell'università, poiché ha deciso di continuare la sua attività con il seminario pro bono. Il caso presentato da Annalise è particolarmente intricato e il processo è già in corso: l'unica che si prende da subito la responsabilità di essere il legale della persona da difendere è Michaela ma, quando questo diviene sempre più complesso, Annalise e Bonnie decidono di occuparsene personalmente senza l'aiuto degli studenti. 
Intanto Laurel, su consiglio di Annalise, è andata a Miami per parlare con il padre, il quale subito le chiede se è andata da lui solo per sapere dove trovare Frank. All'incontro Laurel e il padre discutono sul loro passato travagliato, ma alla fine quest'ultimo dice a Laurel che sa dove si trova Frank, tuttavia non le dirà nulla se prima non firmerà alcuni documenti. Sorprendentemente, Frank chiama Laurel e l'avverte che Annalise ha tentato di ucciderlo; in seguito Laurel accetta la proposta del padre ma decide di non comunicare la sua posizione né a Bonnie né ad Annalise.
Flash-forward: Annalise è stata arrestata e si trova in centrale. Oliver sta ripulendo il cellulare che Annalise gli ha consegnato. In seguito Bonnie gli chiede conferma di quanto fatto e il ragazzo, dopo averla rassicurata, fa cadere il cellulare di Annalise sotto all'ambulanza dove era seduta la donna. Contemporaneamente, i pompieri annunciano la presenza di un'altra persona in casa, la quale è ancora viva ma in fin di vita.
- Guest star: Esai Morales (Jorge Castillo), Lauren Vélez (Soraya Hargrove), Austin Basis (Toby Solomon), Milauna Jemai Jackson (Renee Atwood), Corbin Reid (Meggy Travers), Kimiko Gelman (Ursula), Dameon J. Clarke (detective Mumford), John DeLuca (Guy)
- Ascolti USA: telespettatori 4 400 000 – share 18-49 anni 4%[5]

## Non dirlo ad Annalise
- Titolo originale: Don't Tell Annalise
- Diretto da: Kevin Rodney Sullivan
- Scritto da: Erika Green Swafford

### Trama
Annalise si trova in un bar con Eve, e ritorna a casa ubriaca. Nel mezzo della notte, qualcuno bussa alla porta di Frank: è una ragazza che ha acquistato per lui una bombola di idrogeno solforato. 
Annalise prosegue con le cause pro bono e durante una di queste, mentre è affiancata da Asher, scopre che è stata sospesa dall'albo per cattiva condotta, in particolare quando ha tirato uno schiaffo al suo precedente cliente che aveva ucciso due donne. Nonostante ciò, la causa in corso può continuare in quanto saranno Bonnie e Asher a condurre la difesa di un ragazzo accusato di furto di carte di credito. Grazie all'aiuto di Oliver, scoprono che il giovane diventerà padre fra poco tempo e che ha rubato i soldi per poter dare un ottimo futuro al figlio; tuttavia quest'ultimo non vuole che il fatto venga reso pubblico anche se potrebbe assolverlo dalle accuse, poiché vuole che il bambino abbia un futuro diverso dal suo e non lontano dalla madre, che è una sua insegnante. Il cliente viene comunque assolto, anche se non ha gradito il comportamento di Bonnie in tribunale. Annalise non solo ha perso l'abilitazione alla professione, ma viene anche licenziata dall'università: infatti, scopre che a tradirla è stato proprio un membro del consiglio universitario. Dopo che Nate l'ha lasciata a causa del suo problema con l'alcol, Annalise decide di confessare alla corte che è un'alcolista e che vorrebbe entrare in riabilitazione, mentre Nate va a letto con l'assistente procuratore Atwood, una donna che da un precedente caso si era vista molto ostile nei confronti di Annalise. Quest'ultima tenta di consolarsi con Eve, ma lei rifiuta le sue avances perché felicemente fidanzata con un'altra donna. 
Laurel tenta di avere più notizie possibili su Frank, e si reca dal padre di quest'ultimo per sapere se vi è un collegamento tra Frank e una cittadina chiamata Coalport; da lui viene a sapere che Frank è stato in prigione ed era stata Annalise a salvarlo. Intanto Frank ha trovato lavoro come addetto alle pulizie proprio presso il carcere di Coalport, ma è solo una copertura per accedere all'ospedale sito dentro alla struttura e uccidere il padre di Bonnie, ricoverato per un problema respiratorio. Laurel, che sente Bonnie annunciare ad Annalise della perdita del padre, si sente in colpa e confessa a Bonnie che lei sapeva dove si trovava Frank e ritiene che sia stato lui a uccidere suo padre; Bonnie le risponde di non dire nulla ad Annalise.
Flash-forward: Quattro settimane dopo, Annalise si trova in una cella del carcere, dove viene raggiunta da Bonnie, suo avvocato. Non si sanno ancora quali siano le accuse a suo carico, ma Bonnie le comunica che i pompieri hanno trovato un'altra persona nella casa, la quale è in fin di vita ed è stata portata in ospedale. Oliver, nel contempo, tenta inutilmente di ricevere informazioni circa l'identità del ricoverata; Meggy, di turno in quel momento, frettolosamente giunge a comunicare ai medici i risultati degli esami: la persona, che si scopre essere Laurel, è incinta.
- Guest star: Lauren Vélez (Soraya Hargrove), Milauna Jemai Jackson (Renee Atwood), Corbin Reid (Meggy Travers), Stephanie Faracy (Ellen Freeman), Christopher Grove (Rustein Tarpley), Alina Phelan (Susan Boatman), John Duffy (Tristan), Famke Janssen (Eve Rothlo)
- Ascolti USA: telespettatori 4 000 000 – share 18-49 anni 4%[6]

## A proposito di Frank
- Titolo originale: It's About Frank
- Diretto da: Jann Turner
- Scritto da: J.C. Lee

### Trama
Bonnie si reca a Coalport per i funerali del padre e incontra Frank. L'uomo le confessa che è stato lui a uccidere Mahoney e dichiara che 11 anni prima Annalise e Sam non avrebbero dovuto aiutarlo a uscire di prigione. Annalise chiama Bonnie per sapere del funerale, ma quest'ultima le dice di trovarsi insieme con sua sorella anziché con Frank; poi Annalise, per riavere la licenza, si reca alle riunioni degli alcolisti anonimi dove incontra a sorpresa il rettore dell'università. Dopo che la donna svuota la casa da tutti gli alcolici, si rende conto di essere nuovamente sola, per cui recupera della vodka, si ubriaca e chiama Nate. Intanto Bonnie propone a Frank di tornare e chiarire la situazione con Annalise, ma l'uomo è di opinione opposta e vorrebbe che entrambi andassero via per costruirsi una nuova vita, poi vanno a letto insieme. Il giorno dopo Frank sparisce, ma Bonnie avverte Laurel che Frank sta bene.
Wes, dopo la cena col padre di Meggy, si reca a casa di Annalise e la trova ubriaca, dunque l'assiste mentre sta male. All'università, l'assenza della Keating e il comportamento di Simon iniziano a creare delle tensioni all'interno del gruppo di futuri avvocati appartenenti al corso pro bono, soprattutto quando Simon incolpa qualcuno dei Keating Five del furto del suo computer. Tutti smentiscono, anche se in realtà è stata Michaela perché voleva recuperare i riassunti per gli esami grazie all'aiuto di Oliver. Questo, dopo aver hackerato il computer, scopre e comunica a tutti che è stato Simon a creare i volantini contro Annalise. Perciò la donna, avendolo saputo dagli studenti, va da Simon per smascherarlo; per evitare di essere accusato da lei, il giovane consegna a tutti i riassunti per gli esami. Successivamente, Annalise riottiene il posto da insegnante grazie a una minaccia di causa contro l'università da diversi milioni di dollari. 
Non appena Wes viene a sapere che Laurel sa dove si trova Frank, la porta da Annalise per confessarglielo; un istante dopo averlo fatto, Bonnie entra anch'essa nell'abitazione.
Flash-forward: Meggy comunica a Bonnie e Oliver le condizioni di Laurel, compreso il fatto che è in gravidanza. Mentre Bonnie riceve una telefonata da qualcuno promettendo di occuparsene, Oliver tenta di avvertire Connor, ma al suo posto risponde Michaela che è ignara di cosa sia accaduto. Al telegiornale passa la notizia che la persona morta nell'incendio è un uomo.
- Guest star: Lauren Vélez (Soraya Hargrove), Milauna Jemai Jackson (Renee Atwood), Mary J. Blige (Ro), Brett Butler (Trishelle Pratt), Corbin Reid (Meggy Travers), Michael Hyatt (Camilla), Paula Jai Parker (parrucchiera), Alex Désert (Keith Childers), Tom Verica (Sam Keating)
- Ascolti USA: telespettatori 4 290 000 – share 18-49 anni 4%[7]

## È morto veramente qualcuno?
- Titolo originale: Is Someone Really Dead?
- Diretto da: Sharat Raju
- Scritto da: Fernanda Coppel

### Trama
Annalise è arrabbiata con Bonnie per averle tenuto nascosto dove si trova Frank ma lei le dice che lo ha fatto per farlo confessare dell'omicidio di Mahoney; tuttavia la confessione non può essere usata in quanto Frank potrebbe rivelare tutto sull'omicidio di Sam. Mentre Annalise, Bonnie, Laurel e Wes discutono sugli eventi accaduti, Meggy chiama Laurel per avvisare che la polizia sta perquisendo l'appartamento di Wes. 
Annalise, a cui è stata revocata la sospensione dall'albo degli avvocati, porta agli studenti il caso di un soldato accusato di aggressione aggravata, e la difesa è assegnata a Simon; in tribunale si presenta però l'assistente procuratore Atwood – molto ostile nei confronti di Annalise – per cui la Keating stessa decide di gestire in prima persona il caso. Asher e Michaela si lasciano perché vedono il rapporto in due modi differenti, ma risolvono la situazione ammettendo i sentimenti che provano l'uno per l'altra, Wes decide di lasciare Meggy, perché capisce di amare Laurel, e Connor fa una scenata di gelosia a Oliver perché quest'ultimo ha iniziato a frequentare un altro.
Quando finalmente si decidono a far testimoniare Wes, con l'aiuto di un avvocato conosciuto da Bonnie, Annalise scopre che il ragazzo è scappato ed ha rubato il registratore con la confessione di Frank; Wes è andato da Laurel per distruggerlo e in seguito i due vanno a letto insieme.
Al telegiornale, la giornalista dà la notizia che il figlio di Mahoney è ricercato per omicidio: tutti credono si tratti di Wes, ma in realtà è il figlio legittimo, dal momento che Frank lo ha incastrato collocando l'arma del delitto all'interno della sua vettura.
Flash-forward: Tre settimane dopo, Michaela è sotto shock per la notizia dell'incendio a casa di Annalise. Prova a chiamare Asher, ma non risponde, per cui decide di andare da lui. Arrivata sul posto, inizialmente è nel panico perché non lo trova, poi lo vede ubriaco a una festa e gli riferisce ciò che è accaduto. Asher le dichiara che Annalise ha chiamato tutti per ritrovarsi a casa sua.
- Guest star: Lauren Vélez (Soraya Hargrove), Brett Butler (Trishelle Pratt), Milauna Jemai Jackson (Renee Atwood), Alyssa Diaz (Daniela Alvodar), Corbin Reid (Meggy Travers), Behzad Dabu (Simon Drake), Meera Simhan (Talulah Kendrick), Stephanie Faracy (Ellen Freeman), Mark L. Taylor (Vince Levin), Matthew Risch (Thomas), Adrian Anchondo (Jace Stone)
- Ascolti USA: telespettatori 4 070 000 – share 18-49 anni 4%[8]

## Intuito materno
- Titolo originale: Call It Mother's Intuition
- Diretto da: Mike Smith
- Scritto da: Erika Harrison

### Trama
Annalise propone ai suoi alunni il caso di due fratelli e una sorella accusati di concorso in omicidio nei confronti della madre, una donna che in apparenza è fragile e malata, ma che si rivela poi la loro principale fonte di tormento. Annalise riesce a scagionare i suoi clienti quando viene a scoprire che è stata proprio la madre stessa, non appena appreso che i figli fantasticavano sulla sua morte, a tentare di auto-avvelenarsi con l'antigelo per fargliela pagare. Nel frattempo, Wes si reca al dipartimento di polizia di New York e conferma di aver visto Charles Mahoney nel luogo dove è avvenuta la sparatoria; il giorno seguente, Annalise rimprovera tale scelta ma dopo rassicura il ragazzo, affermando che Eve sta seguendo le dinamiche della vicenda. Poco dopo si scopre Charles possiede un solido alibi, dunque i Keating Five si riuniscono a casa di Annalise per discutere la prossima mossa: la donna è a corto di idee e riferisce ai suoi allievi di aver più volte mentito loro al fine di proteggerli (infatti, Eve si è trasferita a San Francisco e non se ne ha più notizia da oltre un mese), quindi gli concede di potersi togliere un peso sfogandosi contro di lei. Durante il loro terzo appuntamento, prima di intraprendere un rapporto sessuale, Thomas respinge Oliver, essendo venuto a conoscenza che quest'ultimo sia sieropositivo; dunque, il ragazzo richiede conforto presso Connor il quale si mostra accondiscendente. Frank torna invece a Filadelfia e si dirige dapprima da Laurel sorprendendola, senza farsi notare, a letto con Wes e poi da Bonnie. Questa però, furiosa che lui l'abbia lasciata a Coalport e che sia andato prima da Laurel, lo scaccia in malo modo. Frustrato, torna nuovamente da Laurel che rimane particolarmente sorpresa del suo arrivo.
Flash-forward: due settimane dopo, Annalise è formalmente accusata di incendio doloso e omicidio di primo grado. Quando chiede quali siano le prove, la polizia spiega di essere stata avvertita da una fonte anonima che si scopre essere sorprendentemente Wes, il quale chiede in cambio la completa immunità. Intanto, Laurel si sveglia dal coma e, preoccupata per lo stato di salute di Wes, scrive il suo nome su un pezzo di carta dato a Meggy.
- Guest star: Lauren Vélez (Soraya Hargrove), Anne Gee Byrd (Edith Duvall), Corbin Reid (Meggy Travers), Behzad Dabu (Simon Drake), Jason Brooks (Nelson Duvall), Leif Gantvoort (Jared Duvall), Annie Tedesco (Karen Duvall), Suleka Mathew (sig.ina Benton), Gloria Garayua (Brianna Davis), Albie Selznick (avvocato di Edith), Mark L. Taylor (Vince Levin), Matthew Risch (Thomas)
- Ascolti USA: telespettatori 4 080 000 – share 18-49 anni 4%[9]

## Basta sangue
- Titolo originale: No More Blood
- Diretto da: Jet Wilkinson
- Scritto da: Morenike Balogun

### Trama
Bonnie avvisa Annalise del ritorno di Frank, il quale è a casa di Laurel per chiedere chiarimenti sulla storia tra lei e Wes. Frank afferma di essere innamorato di Laurel, ma lei lo respinge con rabbia. In quel momento Bonnie chiama Laurel e chiede se Frank sia effettivamente da lei: Laurel conferma e al telefono Annalise minaccia di morte Frank, che vuole andare a sistemare le cose con Annalise a casa sua. Laurel, però, fa leva sui sentimenti di Frank e gli intima di rimanere da lei prima di compiere mosse azzardate. Wes riceve dal suo avvocato la convocazione per un'udienza a porte chiuse in cui deve dichiarare di aver visto Charles la notte dell'omicidio di suo padre. Bonnie si reca a casa di Laurel e dice a Frank che Annalise ha bisogno di lui. Il fatto che Frank si sia fermato a casa di Laurel scatena la gelosia di Wes, che viene rassicurato proprio dalla ragazza. All'università, il rettore Hargrove mostra ad Annalise la proposta di divorzio del marito e non è molto convinta dell'avvocato propostole: Annalise allora decide di dare un'occhiata al fascicolo per vedere se può esser lei d'aiuto. A casa Keating, si discute della strategia per l'alibi di Wes nel caso Mahoney e Bonnie propone di ritardare l'udienza sfruttando i vecchi problemi psicologici del ragazzo, incaricandolo di andare a recuperare la cartella clinica; in ospedale viene accompagnato da Laurel e i due hanno un breve incontro con Meggy, che mostra rancore nel vederli insieme. Bonnie incarica anche Frank di mettersi sulle tracce dell'avvocato del figlio di Mahoney e l'uomo scopre che essa incontra la donna che gli aveva consegnato i soldi prima per metter delle cimici nella stanza di Annalise. La cartella clinica di Wes finisce in mano alla difesa, col risultato che l'udienza viene rimandata di 24 ore per consentire al giovane una valutazione psicologica prima della sua testimonianza, ma l'avvocato di Wes minaccia Annalise di ritorsioni se dovesse continuare a intralciare il processo. Asher e Michaela discutono sul perché la madre di lei si sia fatta risentire e Michaela è preoccupata del fatto che possa chiederle solo un favore personale. Annalise dice a Wes di essere contenta della relazione che ha con Laurel e gli dà la buonanotte, ma in quel momento si fa sentire Frank: via e-mail ha mandato delle foto della donna che sta seguendo, il cui nome è Lisa Cameron, ed ha una figlia, quindi avvisa di volerle uccidere. Annalise minaccia di dire tutto alla polizia se farà loro del male, così l'uomo fugge dall'abitazione. In un supermercato, mentre Annalise è alla cassa, la sua attenzione viene catturata da alcuni cellulari usa e getta esposti, così ne porta uno a casa mostrandolo a Bonnie. Grazie a Bonnie, il prepagato arriva in carcere in una busta chiusa a Charles Mahoney. Annalise si confronta con Laurel congratulandosi della sua relazione con Wes, il quale ha passato la valutazione psicologica ed è pronto quindi a presentarsi in aula. Wes in tribunale si scaglia contro Charles ammettendo di averlo visto sulla scena del crimine prima della sparatoria. Lisa Cameron testimonia in aula di avere avuto una relazione con Charles, e quando le viene domandato della telefonata fatta da casa sua a Charles in carcere della sera prima ne rimane sorpresa: si scopre infatti che la telefonata è stata fatta partire da Frank mentre la stava spiando. Il telefono prepagato viene quindi usato in aula come prova e Charles viene incriminato per l'omicidio di suo padre. Connor e Oliver hanno una nuova animata discussione e rompono definitivamente, quindi Connor va a sfogarsi da Michaela; intanto la madre di Michaela chiama di nuovo la figlia e Asher risponde. Annalise, a casa sua, affronta Frank: parlano degli eventi passati e Frank cerca di ottenere il perdono di Annalise per la morte di suo figlio, ma non vi riesce; a quel punto l'uomo si punta una pistola sotto il mento e Annalise lo incita a premere il grilletto mentre Bonnie lo supplica di non farlo.
Flash-forward: Annalise chiede a Bonnie se sia stata lei a fornire la soffiata alla polizia, ma la donna nega e, anzi, promette di adoperarsi al fine di trovare il colpevole. Poco dopo, Asher, Michaela e Oliver giungono all'ospedale da Bonnie preoccupati che il morto in questione possa essere Connor; in realtà, quest'ultimo si trova dall'altra parte della città insieme a Thomas, con il quale ha appena terminato un rapporto sessuale.
- Guest star: Lauren Vélez (Soraya Hargrove), Roxanne Hart (Sylvia Mahoney), Wilson Bethel (Charles Mahoney), Emily Swallow (Lisa Cameron), Suleka Mathew (sig.ina Benton), Corbin Reid (Meggy Travers), Mark L. Taylor (Vince Levin), Behzad Dabu (Simon Drake), Carlease Burke (avvocato di Wes), Matthew Risch (Thomas)
- Ascolti USA: telespettatori 4 320 000 – share 18-49 anni 4%[10]

## Chi è morto?
- Titolo originale: Who's Dead?
- Diretto da: Bill D'Elia
- Scritto da: Michael Foley

### Trama
Bonnie convince Frank a non spararsi, rivelando inconsapevolmente la loro storia d'amore ad Annalise. La mattina seguente, poco dopo aver annunciato ai suoi allievi che sono stati tutti promossi, Annalise viene a sapere di esser sotto inchiesta da parte dell'ufficio del procuratore distrettuale, il che la fa ricadere nell'alcol; più tardi, ubriaca, va da Bonnie ma non prima di aver bruciato tutte le carte e i file compromettenti di casa sua. Wes viene sottoposto a un interrogatorio in centrale di polizia, in cui scopre che il cadavere di Rebecca è stato rinvenuto nel bosco. I detective allora gli offrono l'immunità in caso decidesse di testimoniare contro Annalise. Nate, resosi conto che la Atwood lo ha assunto solo per guadagnare informazioni circa Annalise, tronca il rapporto con la donna e si dirige a casa di Annalise, trovando la porta di casa aperta. Intanto, un Connor ubriaco ammette a Oliver di aver mentito sul fatto che fosse tossicodipendente, e quest'ultimo inizia a diventare sospettoso riguardo alla scomparsa di Sam Keating il giorno dopo la notte del falò. Annalise, dopo aver incontrato Oliver per domandargli di hackerare l'ufficio del procuratore, fissa un appuntamento con i Keating Five a casa sua, ma Asher è troppo ubriaco per via dei festeggiamenti, Connor si incontra con Thomas e Michaela sta discutendo con la madre appena arrivata in città: solo Laurel si reca a destinazione, e un attimo dopo essere entrata nella casa vi è un'esplosione. A quel punto Annalise, corsa sul posto, viene arrestata perché considerata la potenziale colpevole, mentre Laurel viene ricoverata in ospedale. Bonnie, contattata in cella da Annalise, viene a sapere dell'accaduto e, dopo aver rassicurato Frank sullo stato di salute di Laurel, viene raggiunta in ospedale da Asher, Michaela, Oliver e Connor ai quali rivela l'identità della persona morta nell'incendio: la notizia sconvolge tutti, e anche Laurel, risvegliatasi nel frattempo dal coma, e Meggy vengono a conoscenza dell'identità del morto. Nate, sano e salvo, arriva all'obitorio per identificare l'uomo sotto il lenzuolo: si tratta di Wes. Poco dopo, l'uomo si dirige nella cella di Annalise e le riporta che Wes in realtà era già morto prima che l'incendio divampasse.
Flashback: Wes riceve il messaggio vocale di Annalise mentre attende nella sala interrogatori situata in centrale di polizia e decide di raggiungerla a casa sua.
- Guest star: Milauna Jemai Jackson (Renee Atwood), Mary J. Blige (Ro), Brett Butler (Trishelle Pratt), Corbin Reid (Meggy Travers), Mark L. Taylor (Vince Levin), Behzad Dabu (Simon Drake), Dameon J. Clarke (Mumford), Gloria Garayua (Brianna Davis), Susan Santiago (dott. Bradfield), Matthew Risch (Thomas)
- Ascolti USA: telespettatori 4 950 000 – share 18-49 anni 5%[11]

## Siamo cattive persone
- Titolo originale: We’re Bad People
- Diretto da: Jennifer Getzinger
- Scritto da: Sarah L. Thompson

### Trama
Sconvolta per la morte di Wes, Laurel soffre di disturbo post traumatico da stress pertanto rimane ricoverata in ospedale. Qui si confronta con i detective di polizia, ai quali dichiara di aver visto qualcuno nella casa prima della esplosione. Durante una visita fatta dal gruppo a Laurel, Connor offende la persona di Wes ammettendo che non sarebbe stato un buon padre per il bambino che la ragazza ha in grembo e viene quindi duramente colpito a pugni da Asher. Ciò inasprisce Michaela, la quale, dopo essere stata abbandonata dalla madre, si sente in dovere di stare vicino a Laurel. Nel frattempo, Annalise viene temporaneamente trasferita in carcere e Bonnie, scelta come suo difensore, si adopera con l'aiuto di Frank al fine di trovare la fonte anonima che ha fatto arrestare la donna. I due, rivedendo i tabulati telefonici riguardanti le chiamate effettuate alla stazione di polizia, notano anche quella di Hannah Keating, che intravedono dunque come potenziale colpevole. Quando Bonnie ne discute con Annalise, quest'ultima le rivela di averla chiamata lei in precedenza, sotto l'effetto di alcolici. Al processo per la cauzione, l'accusa non rivela la fonte anonima ma riesce a portare potenziali prove sufficienti a costringere Annalise ad attendere il processo rinchiusa al penitenziario.
Nate comincia a sospettare che qualcuno abbia manomesso l'autopsia di Wes facendo credere che il ragazzo non sia morto prima dell'incendio mentre Frank, accusato da Laurel di essere il vero colpevole per la morte di Wes e spinto da Bonnie, si dichiara colpevole dell'omicidio al cospetto degli agenti di polizia.
Flashback: Annalise osserva Wes giocare a pallone con Meggy e, con serenità, lo ricorda da bambino. Segue la rappresentazione di alcuni momenti fra Wes e gli altri membri dei Keating Five: Laurel discute col ragazzo sulla rottura del preservativo a seguito di un loro rapporto amoroso, Asher riceve il suo supporto con alcune ragazze che lo accusano di razzismo, Connor gli riferisce per la prima volta i suoi problemi personali e Michaela lo aiuta a scegliere un regalo adatto a Laurel. Dopo essere uscito furtivamente dalla stazione di polizia, Wes incontra Frank il quale lo invita a salire nella sua auto.
- Guest star: Benito Martinez (Todd Denver), Milauna Jemai Jackson (Renee Atwood), L. Scott Caldwell (Jasmine Bromelle), Yolanda Ross (Claudia Gelvin), Corbin Reid (Meggy Travers), Dameon J. Clarke (Mumford), Gloria Garayua (Brianna Davis), Susan Santiago (dott. Bradfield)
- Ascolti USA: telespettatori 5 410 000 – share 18-49 anni 5%[12]

## Non c'è sempre di mezzo Annalise
- Titolo originale: Not Everything's About Annalise
- Diretto da: Nicole Rubio
- Scritto da: Abby Ajayi

### Trama
La polizia esamina i video delle telecamere di sicurezza situate nella strada che mostrano Frank e Wes in un'auto, affermando così la possibilità che sia stato Frank a uccidere Wes. Nel frattempo, Nate visita Laurel e la informa della confessione di Frank che ha citato come causa dell'omicidio il fatto che Laurel fosse incinta di Wes: dunque Laurel si rende conto che Frank ha mentito alla polizia dal momento che nemmeno lei sapeva di essere incinta in quel momento e contatta Bonnie per riferirglielo. I ragazzi e Bonnie si adoperano al fine di scoprire su quali siano le prove in mano al procuratore, venendo a scoprire che questa indaga anche sugli omicidi di Sam, Lila, Rebecca e la Sinclair, e pianificano di ridossare tutte le colpe a Frank; Bonnie prova a offrire al procuratore Atwood un accordo che incastri l'uomo e che permetta di ottenere il rilascio Annalise ma tale tentativo fallisce nel momento in cui Annalise mostra aggressività nei confronti della Atwood. Durante un interrogatorio all'ospedale, Laurel, sotto consiglio di Bonnie, rivela alla polizia di aver in precedenza informato Frank della gravidanza e di averlo visto in casa poco prima dell'incendio. A questo punto Frank viene accusato di complicità nell'omicidio di Wes ma, dal momento che la polizia decide di continuare ancora a investigare su Annalise, quest'ultima resta la principale sospettata e di conseguenza è costretta a rimanere in prigione.
Flashback: Wes e Frank si confrontano e, dopo l'accesa discussione, il primo decide di tornare a piedi alla stazione di polizia. Frank chiama Bonnie e l'avverte che il ragazzo sa della morte di Rebecca. La donna lo raccomanda di non perderlo di vista e, di conseguenza, di pedinarlo.
- Guest star: Lauren Vélez (Soraya Hargrove), Benito Martinez (Todd Denver), L. Scott Caldwell (Jasmine Bromelle), Milauna Jemai Jackson (Renee Atwood), Yolonda Ross (Claudia Gelvin), Corbin Reid (Meggy Travers), Dameon J. Clarke (Mumford), Gloria Garayua (Brianna Davis), Carolyne Michelle Smith (CeeCee)
- Ascolti USA: telespettatori 4 690 000 – share 18-49 anni 5%[13]

## Andate a piangere da un'altra parte
- Titolo originale: Go Cry Somewhere Else
- Diretto da: Cherie Nowlan
- Scritto da: Daniel Robinson

### Trama
Alla cerimonia commemorativa per Wes nel campus, Laurel, dimessa dall'ospedale, inizia a piangere e insulta tutti i presenti sostenendo di essere l'unica ad aver conosciuto davvero il ragazzo; dopodiché scappa e si reca all'obitorio chiedendo di vedere il corpo del ragazzo. Nate la porta alla cella frigorifera ma, invece del corpo di Wes, trovano un altro cadavere. Ad Annalise viene di nuovo negata la cauzione, nonostante Frank abbia confessato l'omicidio, e in carcere riceve la visita dei genitori. Annalise scopre che sua madre soffre di attacchi di demenza senile, dopo che questa ha raccontato di aver bruciato la casa per uccidere lo zio Clyde, che violentò Annalise quando era ancora una bambina. Annalise affronta il padre rinfacciandogli di trovarsi in prigione perché lui non si è mai preso cura della famiglia, mentre lui sostiene che se lei volesse davvero aiutare la madre troverebbe subito un modo per uscire. Annalise allora minaccia e provoca la sua compagna di cella che inizia a picchiarla; Bonnie viene così chiamata in prigione, scatta delle foto alla faccia tumefatta di Annalise e le porta al giudice minacciando di divulgarle alla stampa nel caso la donna non venisse fatta uscire di prigione sotto cauzione: Annalise viene rilasciata. Oliver ha salvato su una chiavetta USB il contenuto del cellulare di Annalise e, convinto da Connor, decide di scoprire cosa nasconde la professoressa. Laurel ha un incontro con Frank in prigione e si convince che non sia lui l'assassino di Wes. Nate affronta Denver e la Atwood chiedendo di sapere chi ha fatto spostare il corpo di Wes e inaspettatamente gli dicono che è stato proprio lui: sul mandato di trasferimento, infatti, c'è la sua firma.
Flashback: Frank pedina Wes, ma lo perde di vista. Wes chiama un numero salvato in caso di emergenza, presentandosi come Cristophe. Prima dell'incendio, Nate si reca a casa di Annalise per cercarla, quando sopraggiunge Wes.
- Guest star: Benito Martinez (Todd Denver), L. Scott Caldwell (Jasmine Bromelle), Roger Robinson (Mac Harkness), Milauna Jemai Jackson (Renee Atwood), Brian Tyree Henry (avvocato di Frank), Yolanda Ross (Claudia Gelvin), Corbin Reid (Meggy Travers), Jacqueline Hahn (Barbara Jacobs), Gloria Garayua (Brianna Davis), Behzad Dabu (Simon Drake), Cicely Tyson (Ophelia Harkness)
- Ascolti USA: telespettatori 4 920 000 – share 18-49 anni 5%[14]

## È guerra
- Titolo originale: It's War
- Diretto da: Hanelle Culpepper
- Scritto da: Brendan Kelly

### Trama
Nate si incontra con Annalise e le rivela che la Atwood ha iniziato a prenderlo di mira, essendoci la sua firma sul mandato di trasferimento del corpo di Wes; inoltre le confessa di aver visto il ragazzo a casa sua la notte dell'incendio, ma di essersene andato lasciandolo lì. Annalise allora presenta una richiesta d'indagine del grand jury per l'illecito comportamento del procuratore Atwood; ma Ingrid Peters, il procuratore generale dello Stato, dopo che Annalise fa pubblicare un articolo sulla cospirazione in atto nei suoi confronti, rifiuta, minacciandola addirittura di perseguirla richiedendo la pena di morte. Laurel assume un investigatore privato per scoprire se ci sia qualche collegamento tra la morte di Wes e i Mahoney e in effetti c'è: Sylvia Mahoney ha fatto fare un esame del DNA, cinque giorni prima della morte di Wes. I ragazzi si rivolgono ad Annalise, ma questa consiglia di stare alla larga dai Mahoney raccontando del figlio, morto nell'incidente organizzato da Wallace Mahoney. Annalise accetta di uscire con il rettore Hargrove, ma capisce che è un informatore della Atwood e tronca ogni rapporto con lei. In una nuova udienza Frank chiede che il procuratore Atwood fornisca tutte le comunicazioni del suo ufficio del giorno della scomparsa del corpo di Wes e il giudice, per avere un equo processo, acconsente. A casa di Bonnie, Asher e Michaela affrontano Connor sospettosi del fatto che il ragazzo continua ad accusare Annalise dell'omicidio. Connor torna a casa, ma Oliver gli dice di aver scoperto il suo segreto: la notte dell'incendio Connor aveva ascoltato il messaggio ed era andato a casa di Annalise.
Flashback: Dopo una discussione, Nate lascia Wes da solo a casa di Annalise. In seguito, Connor pratica il massaggio cardiaco a Wes.
- Guest star: Lauren Vélez (Soraya Hargrove), Benito Martinez (Todd Denver), Milauna Jemai Jackson (Renee Atwood), Jacqueline Hahn (Barbara Jacobs), Gloria Garayua (Brianna Davis), Susan Chuang (Ingrid Peters)
- Ascolti USA: telespettatori 4 660 000 – share 18-49 anni 5%[15]

## Ha commesso un terribile errore
- Titolo originale: He Made a Terrible Mistake
- Diretto da: Jet Wilkinson
- Scritto da: Joe Fazzio

### Trama
Connor confessa a tutti di esser stato casa di Annalise la notte dell'incendio e, nel tentativo di rianimare Wes, ha sentito le ossa del ragazzo spezzarsi. Il gruppo, nel frattempo, apprende che Charles Mahoney è stato scarcerato. Nate fornisce ad Annalise la password Wi-Fi della Atwood e Oliver scopre che la procuratrice è stata contattata da un numero sconosciuto sia la notte in cui Wes è morto sia il giorno in cui il corpo del ragazzo è stato trasferito. A questo punto, il gruppo discute se debba comporre o meno il numero. Intanto, Denver offre a Frank un patteggiamento di sette anni minacciandolo che avrebbe accusato anche Laurel per l'omicidio di Wes se l'uomo non avesse accettato la proposta. Connor si offre di prendere posizione e rivelare le informazioni sulla costola rotta in modo che il referto dell'autopsia possa essere invalidato ma fare ciò potrebbe incriminarlo, quindi Annalise suggerisce a Laurel di prendere il suo posto. Tuttavia, Denver scredita la sua testimonianza con la prova che Laurel in passato ha commesso reato di falsa testimonianza avendo presumibilmente fabbricato una storia di rapimento, anche se la donna spiega di aver ritrattato la sua vera affermazione per proteggere il padre. Quindi, la mozione di Bonnie finalizzata a revocare l'accusa di omicidio nei confronti di Annalise viene negata e il caso è pronto per essere processato. Connor si reca nell'ufficio di Denver per ammettere che la storia di Laurel era in realtà la sua ma chiedendo in cambio l'accordo di immunità precedentemente offerto a Wes. Asher, per fargli cambiare idea, chiama il misterioso numero con cui la Atwood era in contatto: un cellulare risuona nell'ufficio dove si trova Connor, dimostrando il coinvolgimento di Denver nel trasferimento del corpo di Wes.
Flashback: Laurel, giunta presso casa di Annalise la notte dell'incendio, vede una persona, che è Connor, scappare dalla controporta poco prima dell'esplosione. Al di fuori dell'abitazione, un uomo ferito alla testa chiama qualcuno dall'interno di un'auto e lo avverte di quanto accaduto.
- Guest star: Benito Martinez (Todd Denver), Milauna Jemai Jackson (Renee Atwood), Roxanne Hart (Sylvia Mahoney), Wilson Bethel (Charles Mahoney), Nicholas Gonzalez (Dominick), Corbin Reid (Meggy Travers), Jacqueline Hahn (Barbara Jacobs), Susan Santiago (dottoressa Bradfield), Matthew Risch (Thomas)
- Ascolti USA: telespettatori 4 920 000 – share 18-49 anni 5%[16]

## Wes
- Titolo originale: Wes
- Diretto da: Bill D'Elia
- Scritto da: Peter Nowalk

### Trama
Proprio nel momento in cui Connor trova il telefono di Denver, l'uomo entra. Lo sconosciuto killer di Wes dà il telefono di Wes a Denver, che può adesso affermare di averlo trovato nell'auto di Connor. Denver minaccia di accusare di omicidio Connor per fargli firmare l'accordo di immunità. Alla fine il termine per accettare l'accordo di immunità scade ma, per salvarsi dall'arresto, Connor rivela che Oliver ha una copia del telefono di Annalise sul suo computer. Intanto, Annalise si confronta con Sylvia Mahoney riguardo al coinvolgimento della sua famiglia nella morte di Wes. Sylvia ammette che Wes non era figlio di Wallace, ma di Charles. Nonostante le proteste di Laurel, Annalise si serve di un messaggio vocale, trovato sul computer di Oliver e ricevuto la notte dell'incendio, per liberare Connor e incriminare Wes della morte di Rebecca e Sam, spingendo Denver a lasciare cadere le accuse contro di lei e Frank. Nel frattempo, Laurel, convinta che Charles abbia ucciso Wes, si prepara a ucciderlo, ma poco prima di farlo viene intercettata dall'uomo che si è rivelato essere l'assassino di Wes: Dominic, un amico di famiglia.
Flashback: Dopo che Nate lascia la casa di Annalise, Wes chiama la donna per raccontarle dell'accordo di immunità offertogli e le chiede di raggiungerlo, quando Dominic lo attacca. Dominic lo soffoca a morte e pone il suo corpo nel seminterrato prima di dare fuoco alla casa. La successiva telefonata fatta da Dominic era per il padre di Laurel, che aveva ingaggiato l'uomo per uccidere Wes.
- Guest star: Esai Morales (Jorge Castillo), Benito Martinez (Todd Denver), Roxanne Hart (Sylvia Mahoney), Wilson Bethel (Charles Mahoney), Nicholas Gonzalez (Dominick), Kelsey Scott (Rose), Jacqueline Hahn (Claudia), Gloria Garayua (Brianna Davis)
- Ascolti USA: telespettatori 4 920 000 – share 18-49 anni 5%[16]